# Wcielenie (film 2021)
Wcielenie (ang. Malignant) – amerykańsko-chiński horror fantastycznonaukowy z 2021 roku w reżyserii Jamesa Wana, zrealizowany na podstawie pomysłu reżysera oraz Ingrid Bisu i Akeli Coopera. Cała trójka odpowiadała też za scenariusz filmu. Zdjęcia kręcono w Seattle i Los Angeles.

## Fabuła
W 1993 roku dr Florence Weaver (Jacqueline McKenzie) i jej koledzy, Victor Fields (Christian Clemenson) i John Gregory (Amir Aboulela), leczą w Simion Research Hospital agresywnego, zaburzonego pacjenta o imieniu Gabriel, który jest w stanie kontrolować elektryczność i transmitować swoje myśli przez głośniki. Po tym, jak Gabriel zabija kilku członków personelu, dr Weaver uznaje go za "nowotwór" i postanawia zlikwidować.
27 lat później, Madison Lake-Mitchell (Annabelle Wallis), ciężarna kobieta mieszkająca w Seattle, wraca do domu, gdzie wdaje się w sprzeczkę ze swoim agresywnym mężem-alkoholikiem, Derekiem (Jake Abel). W trakcie kłótni o jej częste poronienia, mężczyzna uderza głową Madison o ścianę, powodując krwawienie. Kobieta chowa się przed mężem w sypialni. W nocy do domu włamuje się tajemniczy napastnik, który morduje Dereka i pozbawia Madison przytomności.
Madison budzi się w szpitalu i zostaje poinformowana przez swoją przyrodnią siostrę, Sydney (Maddie Hasson), że jej nienarodzone dziecko nie przeżyło ataku. Po przesłuchaniu przez policyjnego detektywa Kekoa Shawa (George Young) i jego partnerkę Reginę Moss (Michole Briana White), kobieta wraca do domu. Wyjawia Sydney, że została adoptowana w wieku 8 lat i nie ma żadnych wspomnień sprzed tego momentu. 
Zabójca porywa kobietę (Jean Louisa Kelly) prowadzącą wycieczkę po podziemiach Seattle, a Madison nadal krwawi z tyłu głowy. Później doświadcza wizji, w której bezradnie patrzy, jak dr Weaver zostaje brutalnie zatłuczona przez mordercę.
Podczas śledztwa Shaw i Moss odkrywają zdjęcie Madison jako dziecka w domu Weaver i dowiadują się, że lekarka specjalizowała się w chirurgii rekonstrukcyjnej. Madison i Sydney zgłaszają się na policję po tym, jak ta pierwsza ma kolejną wizję, tym razem zabójcy mordującego dr Fieldsa. Morderca dzwoni do Madison, przedstawiając się jako Gabriel. 
Madison i Sydney odwiedzają matkę i dowiadują się, że Gabriel był wyimaginowanym przyjacielem, z którym Madison rozmawiała w dzieciństwie, ale może też być prawdziwą osobą, którą znała przed adopcją. Shaw znajduje później powiązanie między lekarzami a Madison ukryte w dziennikach dr Weaver, co prowadzi go do odkrycia morderstwa doktora Gregory'ego.
Detektywi zatrudniają hipnoterapeutę, aby odblokować wspomnienia Madison. Madison przypomina sobie, że jej rodowe imię to Emily May i że Gabriel prawie doprowadził ją do zabicia Sydney w łonie matki. Po narodzinach Sydney, Madison zapomniała o Gabrielu. 
Kobieta porwana uprzednio przez zabójcę ucieka z potrzasku. Okazuje się, że była przetrzymywana na strychu domu Madison, co kieruje na nią podejrzenia i prowadzi do jej aresztowania, podczas gdy kobieta, która okazuje się biologiczną matką Madison, Sereną May, zostaje zabrana do pobliskiego szpitala.
Sydney odwiedza opuszczony szpital Simion, w którym leczono Emily i odkrywa, że Gabriel jest pasożytniczym bratem bliźniakiem Emily, który wyrastał z jej pleców. Weaver zoperowała Emily i usunęła całe ciało Gabriela z wyjątkiem mózgu, który zamknęła w czaszce Emily. Pasożyt pozostał uśpiony, dopóki Derek nie uderzył jej głową o ścianę. Gabriel operuje ciałem Madison odwrotnie, gdy przejmuje nad nim kontrolę, co wyjaśnia jego nienaturalne ruchy i odwrócone do góry nogami odciski dłoni, znalezione na miejscach zbrodni. Sprowokowany przez współwięźniarki w areszcie, Gabriel wyskakuje z czaszki Madison i ponownie przejmuje kontrolę nad jej ciałem, mordując więźniarki i prawie cały personel komisariatu, po czym udaje się do szpitala, gdzie leczona jest Serena. Sydney i Shaw przybywają na miejsce, jednak zostają obezwładnieni przez Gabriela. Sydney informuje Madison, że to Gabriel powodował jej poronienia, ponieważ żywił się jej płodami, aby zyskać na sile. Gdy Gabriel próbuje zabić Sydney, Madison przejmuje kontrolę nad swoim ciałem i ponownie zamyka pasożyta w swoim umyśle. Gabriel grozi, że jeszcze wróci, na co siostra odpowiada, że następnym razem będzie na to przygotowana.
Madison udziela pomocy rannej Sydney i wyznaje jej, że zawsze będzie ją kochała jako swoją prawdziwą siostrę. Serena patrzy z radością na swoją córkę, podczas gdy lampa stojąca w pomieszczeniu bzyczy cicho, sygnalizując aktywność Gabriela i przypominając, że wciąż jest obecny z Madison.

## Obsada
- Annabelle Wallis jako Madison Mitchell / Emily 
  - Mckenna Grace jako młoda Madison / młoda Emily
- Maddie Hasson jako Sydney Lake
- George Young jako oficer Kekoa Shaw
- Michole Briana White jako oficer Regina Moss
- Jean Louisa Kelly jako Jane Doe / Serena
  - Madison Wolfe jako młoda Serena
- Susanna Thompson jako Jeanne Lake
- Jake Abel jako Derek Mitchell
- Jacqueline McKenzie jako dr Florence Weaver
- Christian Clemenson jako dr Victor Fields
- Amir Aboulela jako dr Gregory
- Ingrid Bisu jako Winnie
- Ruben Pla jako oficer Rubin
- Josh Rutgers jako sędzia
- Jon Lee Brody jako oficer Lee
- Dan Ramos jako Basco
- Paula Marshall jako Beverly
- Zoë Bell jako Scorpion
- Ray Chase jako Gabriel (głos)
  - Marina Mazepa jako Gabriel (postać)
- Andy Bean jako Frank
- Patricia Velásquez jako pielęgniarka Velasquez

## Odbiór

### Wyniki finansowe
Przy budżecie szacowanym na około 40 milionów dolarów, film nie zdołał zwrócić swoich kosztów produkcji, przynosząc przychód w wysokości 34,9 mln dolarów.

### Recenzje
Film spotkał się z mieszanym odbiorem krytycznym; serwis Rotten Tomatoes uznał 76% recenzji dziennikarzy za pozytywne, zaś w przypadku opinii widzów było to jedynie 52%. 
Jeannette Catsoulis z czasopisma The New York Times uznała produkcję za oryginalną i ciekawą, choć niezbyt przerażającą. Andrew Barker z Variety określił film jako szalony i ekstrawagancki, zaś Frank Scheck z Hollywood Reporter stwierdził, że brakuje mu humoru.